# Raja (Bendahara)
Raja is een bestuurslaag in het regentschap Aceh Tamiang van de provincie Atjeh, Indonesië. Raja telt 418 inwoners (volkstelling 2010).